# Solenopagurus
Solenopagurus is een geslacht van kreeftachtigen uit de klasse van de Malacostraca (hogere kreeftachtigen).

## Soorten
- Solenopagurus diomedeae (Faxon, 1893)
- Solenopagurus lineatus (Wass, 1963)